# Dass-Tidningen
Dass-Tidningen är en svensk humortidning utgiven sedan 2004 och inriktad på s.k. "lågvattenhumor", främst avsedd att läsa under toalettbesöken. Innehållet består i vitsar (främst "fräckisar"), skämtteckningar, fotografier, samt flera serier: Wernerhs Gällivare och Hänge, Claes Stridsbergs båda serier Ossians Zoo och Fritt fall, Jim Ungers Herman samt Daggmasken Daggmar.
Dass-Tidningen gavs tidigare ut av Derigo Media, som idag gått upp i First Publishing Group AB. Utgivningstakt är 8 nr/år.